# 1820-е годы в театре
1820-е годы в театре

## Постановки
- 16 декабря 1821 года — в Москве, в Пашковском театре, состоялась премьера балета Адама Глушковского по поэме Александра Пушкина «Руслан и Людмила, или Низвержение Черномора, злого волшебника», композитор и дирижёр Фридрих Шольц (Руслан — Адам Глушковский, Людмила — Татьяна Глушковская)[1].
- 2 декабря 1824 года — в Петербурге, на сцене Большого театра в бенефис танцовщика Огюста состоялась премьера балета «Руслан и Людмила», постановка Дидло и Огюста на основе московского спектакля Адама Глушковского (Руслан — Николай Гольц, Людмила — Авдотья Истомина).
- 29 февраля 1828 года — в Париже, в театре на улице Ле Пелетье, состоялась премьера оперы Даниэля Обера «Немая из Портичи», либретто Жермена Делавиня и Эжена Скриба (дирижёр Франсуа Абенек, Фенелла — балерина Лиз Нобле, Мазаньелло — тенор Адольф Нурри, принцесса Эльвира — Лаура Чинти-Даморо)[2].

## Знаменательные события
- 18 июня 1821 года — премьерой оперы Карла Вебера «Волшебный стрелок» открыт Берлинский драматический театр.
- 1821 год — Воронежский публичный театр получил новое здание
- 1823 — по приглашению директора московских театров Фёдора Кокошкина Фелицата Гюллень-Сор с семьёй приезжают в Москву.
- 4 августа 1824 года — в Берлине открылся Королевский городской театр[фр.].
- 14 октября 1824 года — в Москве закрыт театр на Моховой.
- 6 (18) января 1825 — в Москве представлением «Торжество муз» открыт Большой театр[3].
- 1825 год — первая постановка классической пьесы театра кабуки «Ёцуя Кайдан»
- 1826 год — Феликс Мендельсон написал музыку к пьесе «Сон в летнюю ночь» Шекспира. Его музыка звучала в постановках «Сна в летнюю ночь» до конца XIX века.
- 1 июля 1827 года — в Санкт-Петербурге комедией В. А. Каратыгина «Двое из четверых» и водевилем А. Шаховского «Казак-чудотворец» открылся Каменноостровский театр.
- Жюль-Анри де Сен-Жорж стал директором театра «Опера-Комик».
- 16 мая 1829 — в Парме премьерой оперы Винченцо Беллини «Заира[англ.]» открылся Новый герцогский театр[англ.].

## Персоналии
- 1828 — Франц Йозеф Глезер стал капельмейстером театра «Ан дер Вин».

### Родились
- 17 сентября 1820 года — Эмиль Ожье, французский драматург.
- 21 февраля 1821 года — Элиза Рашель, французская актриса.
- 17 сентября 1821 года — Артур Сен-Леон, известный французский балетный танцор и хореограф.
- 12 апреля 1823 года — Александр Николаевич Островский, российский драматург, автор нескольких десятков пьес ставшей классикой мирового театра («Доходное место», «Гроза», «На всякого мудреца довольно простоты», «Волки и овцы», «Бесприданница», «Лес»).
- в 1826 году — Эразм Рудольф Фабиянский, польский сценограф, театральный деятель украинского происхождения.
- 13 декабря 1826 года в Болонье — Каролина Розати, итальянская балерина.
- 19 сентября 1827 — Сергей Васильевич Васильев, российский актёр.
- 2 марта 1828 — Франц Теодор Гедберг, шведский драматург, поэт, либреттист[4].
- 28 августа 1829 — Екатерина Николаевна Васильева, актриса.
- 15 сентября 1829 — Мануэль Тамайо-и-Баус, испанский драматург.
- Луи Эно, французский драматург.

### Скончались
- 5 августа 1823 — Александр-Луи-Бертран Бонуар, французский драматург[5].
- 21 июня 1824 — Этьенн Эньян, французский драматург[6].
- 10 сентября — Анж-Этьен-Ксавье-Пуассон де ля Шабосьер, французский драматург.